# Cmentarz żydowski w Czaplinku
Cmentarz żydowski w Czaplinku – kirkut powstał w 1820 i mieścił się na niewielkim wzniesieniu przy Klöbensteiner Weg (dziś ul. Kamienna). W 1938 lub później uległ dewastacji. Wszystkie macewy zgromadzono na jednym stosie. Nie zachowały się żadne nagrobki. Jedyny ślad po nekropolii to słup bramy ogrodzeniowej.